# Alessandro Corona
Alessandro Corona (Ortona, 9 de enero de 1972) es un deportista italiano que compitió en remo.
Participó en cuatro Juegos Olímpicos de Verano, entre los años 1992 y 2004, obteniendo una medalla de bronce en Barcelona 1992, en la prueba de cuatro scull, el cuarto lugar en Atlanta 1996 (cuatro scull) y el cuarto en Sídney 2000 (ocho con timonel).
Ganó siete medallas en el Campeonato Mundial de Remo entre los años 1990 y 1998.

## Palmarés internacional
| Juegos Olímpicos   | Juegos Olímpicos              | Juegos Olímpicos  | Juegos Olímpicos |
| Año                | Lugar                         | Medalla           | Prueba           |
| ------------------ | ----------------------------- | ----------------- | ---------------- |
| 1992               | Barcelona (España)            | Medalla de bronce | Cuatro scull     |
| Campeonato Mundial |                               |                   |                  |
| Año                | Lugar                         | Medalla           | Prueba           |
| 1990               | Tasmania (Australia)          | Medalla de bronce | Cuatro scull     |
| 1991               | Viena (Austria)               | Medalla de plata  | Cuatro scull     |
| 1993               | Račice (República Checa)      | Medalla de bronce | Cuatro scull     |
| 1994               | Indianápolis (Estados Unidos) | Medalla de oro    | Cuatro scull     |
| 1995               | Tampere (Finlandia)           | Medalla de oro    | Cuatro scull     |
| 1997               | Aiguebelette (Francia)        | Medalla de oro    | Cuatro scull     |
| 1998               | Colonia (Alemania)            | Medalla de oro    | Cuatro scull     |